# Нзама, Сирил
Сирил Нзама (англ. Cyril Nzama; род. 26 июня 1974, Соуэто) — южноафриканский футболист, игравший на позиции защитника.

## Клубная карьера
Воспитанник команды "Рабали Блэкпул". Большую часть своей карьеры Нзама провел в южноафриканском клубе "Кайзер Чифс". Вместе с ним он два раза побеждал в Премьер-лиге ЮАР и выигрывал национальный кубок страны. В 2001 году защитник вместе со своими партнерами становился обладателем Кубка обладателей кубков КАФ.
Помимо "Кайзер Чифса" футболист выступал за ряд других коллективов из ЮАР.

## Карьера в сборной
В составе сборной ЮАР Сирил Нзама дебютировал в 2000 году. Через два года он попал в заявку команды на Чемпионат мира по футболу. На мундиале защитник сыграл в двух матчах против сборных Словении и Испании. Всего за национальную команду Нзама провел 44 матча.

## Достижения
- Обладатель Кубка обладателей кубков КАФ (1): 2001.
- Чемпион ЮАР (2): 2003/04, 2004/05.
- Обладатель Кубок ЮАР (1): 2005/06.